# Mys Horn
Horn, Hoornský mys (nizozemsky Kaap Hoorn, španělsky Cabo de Hornos) je nejjižnější mys chilské části souostroví Ohňová země a je běžně považován za nejjižnější mys amerického kontinentu. Byl pojmenován podle nizozemského města Hoorn.
Po mnoho let byl považován za hlavní milník při plavbě z Atlantského oceánu do Tichého oceánu. Během staletí získal pověst velmi nebezpečného místa pro lodní dopravu z důvodů častých silných bouří, mohutného vlnobití, mocných proudů a přítomnosti plovoucích ledovců.
Po otevření Panamského průplavu roku 1914 se velmi zredukovala potřeba lodní dopravy okolo mysu Horn, avšak stále zůstává místem, kudy vedou tratě jachtařských závodů.

## Geografie

Hermitské ostrovy s ostrovem Hornos, v jehož nejjižnější části se nachází mys Horn. Úplně vlevo je ostrov Hoste, na kterém se nachází nepravý mys Horn

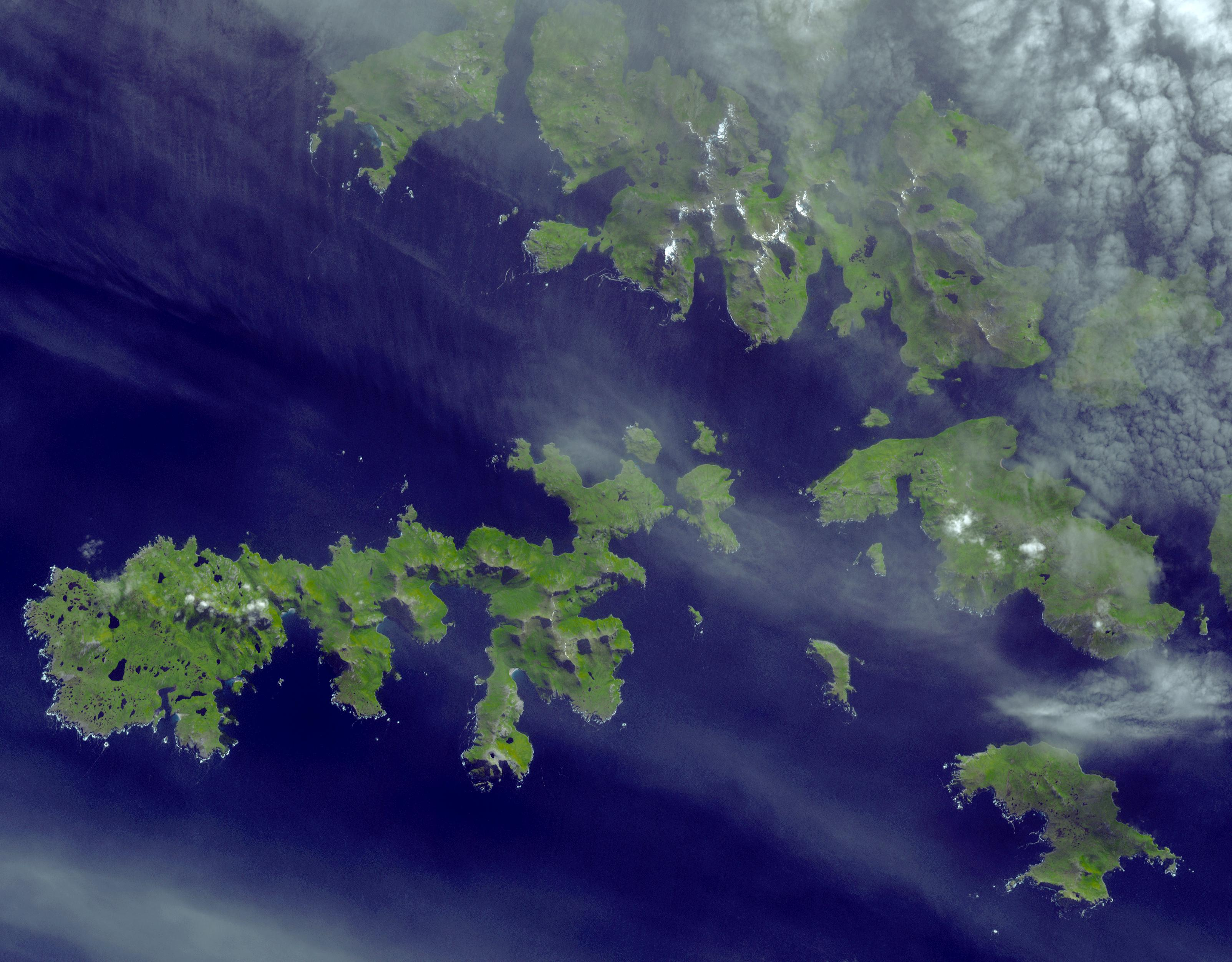
Hermitské ostrovy (ve středu) a mys Horn (dolní pravý roh), pohled z oběžné dráhy

Mys Horn se nalézá na nejjižnějším místě ostrova Isla Hornos ve skupině Hermitských ostrovů, v jižní části souostroví Ohňová země.
Svojí polohou vymezuje severní okraj Drakeova průlivu oddělujícího Jižní Ameriku od Antarktidy. Poledník procházející mysem Horn určuje hranici mezi Atlantským a Tichým oceánem.
Mys Horn byl původně nazýván nizozemským názvem Kaap Hoorn, na počest nizozemského města Hoorn, avšak v průběhu staletí se vžil mezi námořníky jednoduchý název Horn.
Mys Horn je obecně považován za nejjižnější mys Jižní Ameriky, avšak skutečný nejjižnější bod souvislé pevniny amerického kontinentu je mys Froward na Brunšvickém poloostrově.
Ohňová země je od americké pevniny oddělena Magellanovým průlivem.
Na druhé straně průlivu, 56 kilometrů na severozápad od mysu Horn, na ostrově Hoste, se nachází nepravý mys Horn, který byl často zaměňován za mys Horn a tato navigační chyba byla příčinou několika ztroskotání lodí.

## Podnebí

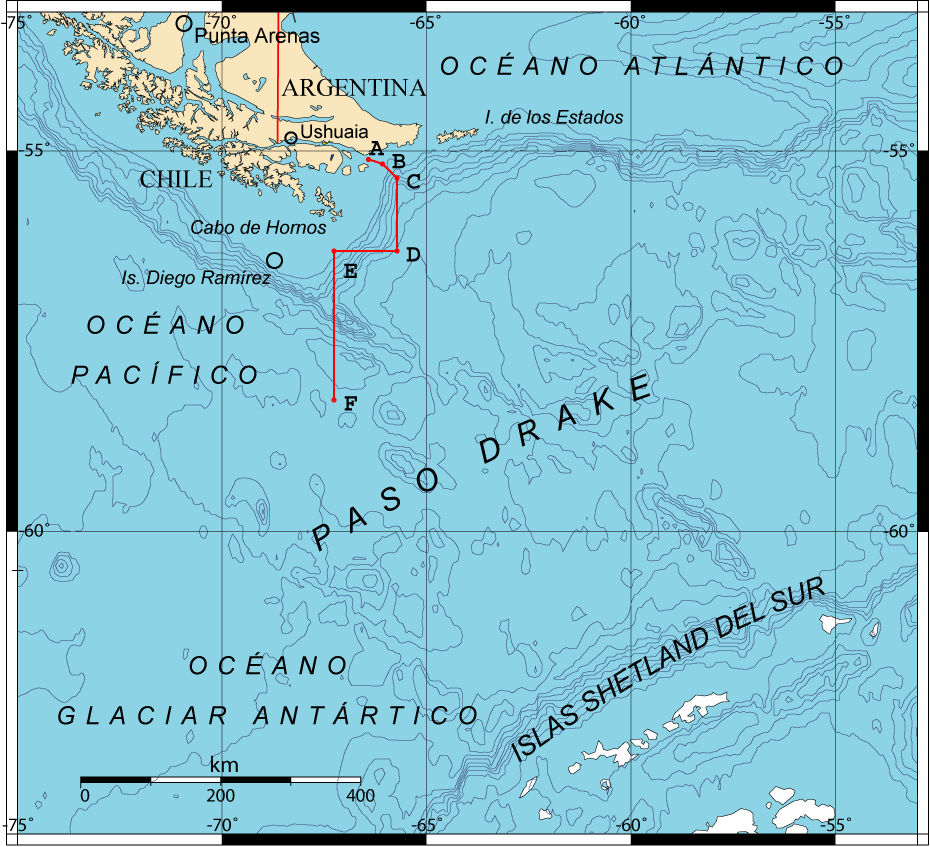
Jižní oblast Jižní Ameriky včetně mysu Horn, Drakeova průlivu a Jižních Shetland

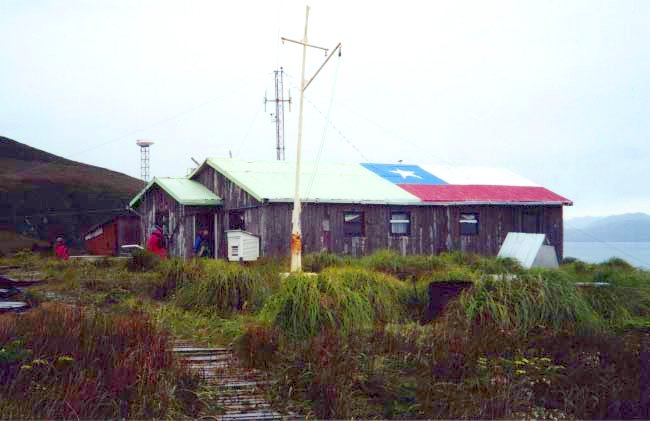
Budovy stanice majáku na mysu Horn

Podnebí v oblasti mysu Horn je obecně chladné, což odpovídá zeměpisné šířce. Na okolních ostrovech se nenachází žádná meteorologická stanice. Studie z let 1882–1883 zjistila průměrné roční srážky 1 357 milimetrů a průměrnou roční teplotu 5,2 °C. Byla zaznamenána průměrná rychlost větrů 30 kilometrů za hodinu.
Současné teplotní záznamy pro Ushuaia, 146 kilometrů severně od mysu Horn ukazují,
že letní (leden–únor) průměrné teploty se pohybují v rozmezí od 5 °C do 14 °C. V zimě (červenec) jsou teploty v průměru od -2 °C do 2 °C.

## Historie objevu
Roku 1525 loď San Lesmes pod velením Francisca de Hoces, člena expedice Loaísa, byla zahnána vichřicí na jih před atlantický konec Magellanova průlivu a dosáhla 56° jižní šířky. Členové výpravy se domnívali, že dosáhli jižního konce americké pevniny.
V září roku 1578 Sir Francis Drake, během své plavby okolo světa, proplul průlivem do Tichého oceánu. Předtím, než mohl pokračovat v plavbě na sever, byla jeho loď zasažena bouří a byla zahnána na jih Ohňové země. Na jih od Ohňové země nalezl otevřené moře a zjistil tak jednak, že Ohňová země jsou pouze ostrovy a pokud existuje jižněji větší kontinent, je mnohem dále, než se doposud předpokládalo. Drake nechtěným odchýlením se na jih také objevil druhou cestu z Atlantiku do Tichého oceánu, ale tento objev nebyl zprvu využíván a lodě do Tichomoří stále proplouvaly Magellanovým průlivem.
Začátkem 17. století Nizozemská východoindická společnost získala monopol na veškerou nizozemskou dopravu Magellanovým průlivem. Výsledkem byla snaha o nalezení alternativní cesty do Tichého oceánu. Nizozemský obchodník Jacob Le Maire spolu s navigátorem Willemem Schoutenem se rozhodli prověřit Drakeův objev nové cesty do Tichého oceánu a hodlali vyplout na jih od Ohňové země. S pomocí představitelů nizozemského města Hoorn vypravili v květnu 1615 dvě lodě, Eendracht a Hoorn. Loď Hoorn byla nešťastně zničena v Patagonii, ale Eendracht v lednu 1616 proplula průlivem dnes nazývaným Le Maire (Estrecho de le Maire) a námořníci objevili na jihu dosud neznámý, vysoký ostrov, jehož jižní mys pojmenovali Kaap Hoorn, na počest města, které výpravu podpořilo.
Extrémní povětrnostní podmínky a silné mořské proudy v okolí mysu Horn způsobily, že přestože tato nová cesta do Tichého oceánu byla velice často používaná, nebyla Antarktida, vzdálená pouhých 650 km od Drakeova průlivu, dalších téměř 200 let objevena.